# Mount Barnard
Mount Barnard je hora na jihovýchodě pohoří Sierra Nevada, na východě Kalifornie. Mount Barnard se nachází mezi dvěma nejvyššími horami Kalifornie Mount Whitney (4 421 m) a Mount Williamson (4 383 m). Leží přibližně 2 km jihozápadně od Mount Williamson a okolo 5 km severozápadně od Mount Whitney.
Mount Barnard leží přesně na východní hranici Národního parku Sequoia. S nadmořskou výškou 4 266 m je dvanáctou nejvyšší horou Kalifornie.
Hora je pojmenovaná po americkém astronomovi Edwardu E. Barnardovi.